# Chlorargyrit
Chlorargyrit là dạng khoáng vật của bạc chloride (AgCl). Chlorargyrit xuất hiện như là pha khoáng vật thứ sinh trong các khoáng sàng quặng bạc bị phong hóa. Nó kết tinh trong lớp tinh thể đẳng cự - lục bát diện. Thông thường tạo thành khối hay cột tại nơi xuất hiện, nhưng cũng được tìm thấy dưới dạng các tinh thể từ không màu tới các sắc lục vàng khác nhau. Màu thay đổi thành nâu hay tím khi phơi sáng. Nó rất mềm, với độ cứng Mohs chỉ khoảng 1-2 và nặng, với tỷ trọng riêng là 5,55. Nó cũng được biết đến dưới tên gọi cerargyrit và khi bị phong hóa trong không khí sa mạc thì gọi là bạc sừng hay giác ngân. Brom chlorargyrit hay embolit (Ag(Cl, Br) cũng là phổ biến. Chlorargyrit không hòa tan trong nước.
Nó xuất hiện cùng các khoáng vật đồng hành khác như bạc tự nhiên, cerussit, iodargyrit, atacamit, malachit, jarosit và các khoáng vật oxit sắt-mangan khác nhau.
Nó được mô tả lần đầu tiên năm 1875 với mẫu thu được từ khu vực Broken Hill, New South Wales, Australia. Tên gọi của nó lấy theo tiếng Hy Lạp chloros để chỉ "màu lục nhạt" và argyros (Latinh: argentum) để chỉ bạc.
Tên gọi nhóm chlorargyrit cũng được đặt cho một nhóm khoáng vật, bao gồm chlorargyrit, bromargyrit, marshit, miersit, nantokit.